# Municipio de Union (condado de Butler, Nebraska)
El municipio de Union (en inglés: Union Township) es un municipio ubicado en el condado de Butler en el estado estadounidense de Nebraska. En el año 2010 tenía una población de 211 habitantes y una densidad poblacional de 2,26 personas por km².

## Geografía
El municipio de Union se encuentra ubicado en las coordenadas 41°10′24″N 97°11′57″O / 41.17333, -97.19917. Según la Oficina del Censo de los Estados Unidos, el municipio tiene una superficie total de 93.49 km², de la cual 93,04 km² corresponden a tierra firme y (0,48 %) 0,45 km² es agua.

## Demografía
Según el censo de 2010, había 211 personas residiendo en el municipio de Union. La densidad de población era de 2,26 hab./km². De los 211 habitantes, el municipio de Union estaba compuesto por el 100 % blancos. Del total de la población el 1,9 % eran hispanos o latinos de cualquier raza.